# Hřebečovský hřbet
Hřebečovský hřbet este o arie protejată (sit de importanță comunitară — SCI) din Republica Cehă întinsă pe o suprafață de 738,47 ha, integral pe uscat.

## Localizare
Centrul sitului Hřebečovský hřbet este situat la coordonatele 49°45′39″N 16°34′54″E / 49.760833°N 16.581667°E.

## Înființare
Situl Hřebečovský hřbet a fost declarat sit de importanță comunitară în noiembrie 2009 pentru a proteja un număr necunoscut de specii din flora spontană și fauna sălbatică aflate în arealul zonei.

## Biodiversitate
Situată în ecoregiunea continentală, aria protejată conține 3 habitate naturale: Pante stâncoase calcaroase cu vegetație casmofită, Păduri de fag Asperulo-Fagetum, Păduri pe pante, grohotișuri și ravene de Tilio-Acerion.
La baza desemnării sitului se află un număr nedeclarat de specii protejate.